# 志道國際

志道國際（控股）有限公司（英語：ZHIDAO INTERNATIONAL (HOLDINGS) LIMITED），簡稱是「志道國際」，是香港交易所上市公司的主版成員（港交所：1220），前身為「海域集團有限公司」。其附屬公司是在香港上市的海域化工，全名是「海域化工集團有限公司」（港交所：2882）。兩家公司可能會被清盤。
該公司在1997年9月23日首日上市，以前主要股東為葉劍波，約持股量31%，最後近期持股只有7%，現時主要股東為蒙慶材。

## 基本資料
海域集團主要業務：製造及銷售鋁型材、鋁合金錠及鋁錠產品及貴金屬電鍍化學物品。
註冊辦事處：百慕達
香港地址：香港金鐘道88號太古廣場一座35/F。
法律顧問：易周律師行、胡百全律師事務所
臨時清盤人：德勤會計師事務所 

## 董事局成員
- 葉劍波（主席）
- 許浩明（副主席）

### 執行董事
- 關欣
- 李利祥
- 葉蘊鋒
- 關文威

### 獨立非執行董事
- 周寶芬
- 蔡德河
- 李君豪 [2][3]（2006年7月24日已離職） [4]

## 近況
2006年2月14日，委任羅兵咸永道會計師事務所為公司核數師。
2006年7月11日，海域集團停牌。
2006年7月12日，宣佈公司核數師發現，其內地公司帳目不真確，並且在海域鋁業佛山的財務總監自7月8日起已經失踨。
2007年9月17日，一直流亡外地的公司老总叶剑波回到香港，被拘捕后于9月19日与其妹叶蕴锋，以及三名公司高层在香港东区法院受审，罪名是串谋诈骗和盗窃等罪。
2010年10月8日，葉劍波、葉蘊鋒等六人成立空殼公司騙取一億八千萬元公款，法官按區院最高刑罰判葉劍波入獄七年，十年內不得出任公司董事，葉的胞妹判監六年及於八年內不准出任公司董事，同案另四名男女則分判入獄三年至六年。
2012年6月下旬，公司改名為「志道國際（控股）有限公司」，6月29日起於香港聯交所生效，證券代碼#1220 不變。

## 相關連結
- 海域集團官方更新中文網址
- 雅虎香港財經新聞: 海域集團 （页面存档备份，存于）